# أساطير ليتوانية

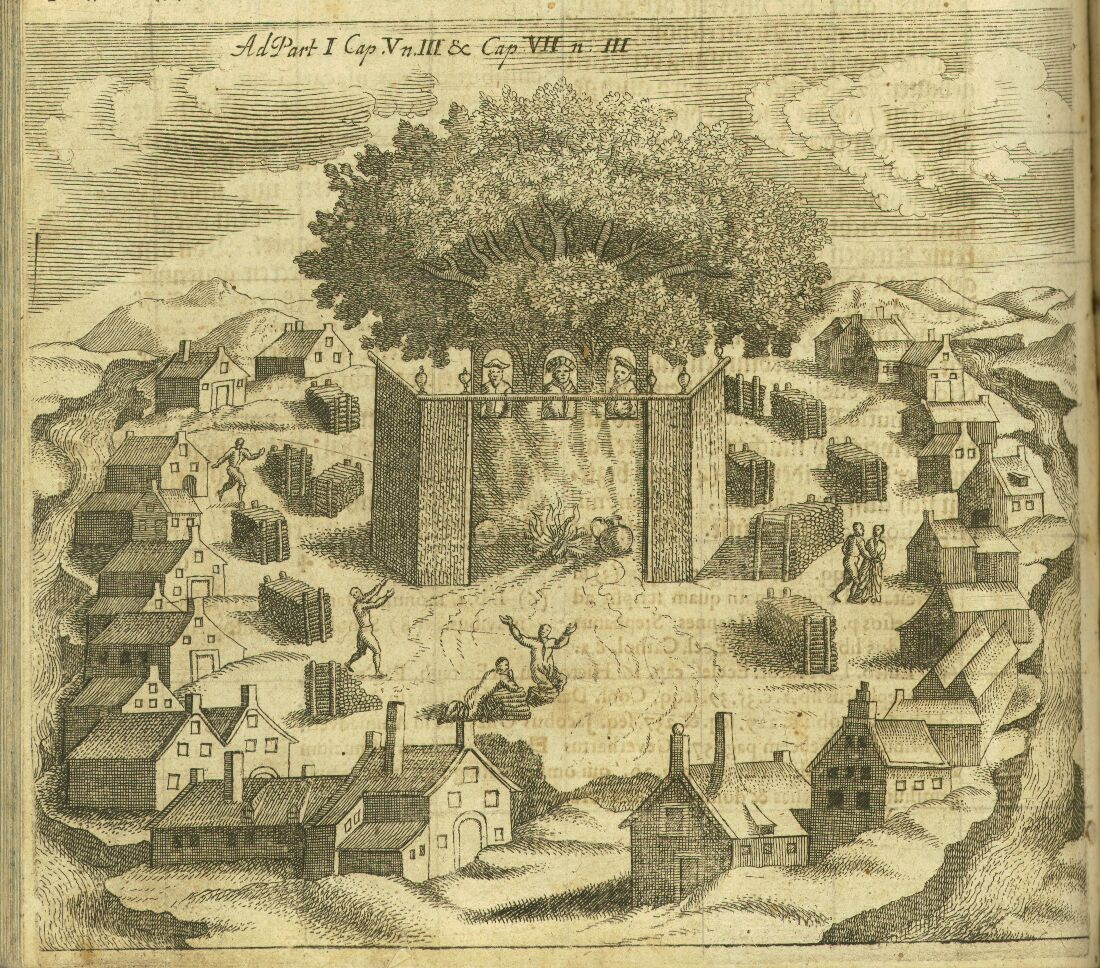
ملاذ روموفا الخيالي في بروسيا. من كريستوف هارتنوخ Alt- und neues Preussen (بروسيا القديمة والجديدة)، 1684.

الأساطير الليتوانية (بالإنجليزية: Lithuanian mythology) كانت في الأصل جزءًا من التقاليد الشفوية على المستوى الشعبي ولم يتم تنظيمها ومواءمتها في أعمال أدبية كما نُظمت الأساطير اليونانية أو الإسكندنافية. تتشابك الأساطير الليتوانية والفولكلور بشكل وثيق. في حين أن الليتوانيين كانوا آخر أمة وثنية أوروبية تدين بالمسيحية، لم يكن لدى الوثنيين كتب دينية، وبالتالي فقد بقي الكثير من الدين القديم في الفولكلور وحده. ما كان في السابق من الآلهة قد يكون تم إنزاله إلى مخلوقات أسطورية أو قوى طبيعية في الحكايات الشعبية اللاحقة.

## بانثيون للآلهة الليتوانية

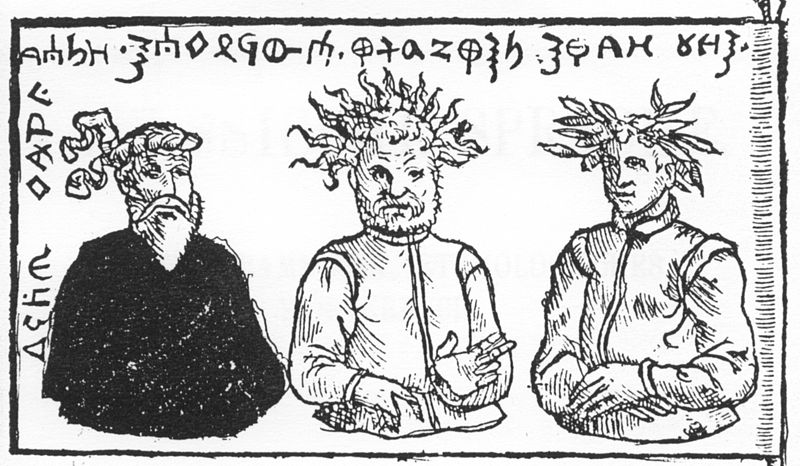
العلم المزعوم لفايديفوتيس

تم تشكيل البانثيون الليتواني خلال آلاف السنين من خلال دمج التقاليد ما قبل الهند الأوروبية والأوروبية الهندية. الآلهة الأنثوية مثل زيمينا- إلهة الأرض المنسوبة إلى التقاليد ما قبل الهند الأوروبية.اعتمد التسلسل الهرمي للآلهة أيضًا على الطبقات الاجتماعية للمجتمع الليتواني القديم.
- ديفاس: Dievas هو الرب الأعلى للاتيفيين، كالوضع الذي يتمتع به زيوس.[4]
- أنداجوس: (Andajas Andojas) ذُكر في السجلات باعتباره الإله الأقوى والأعلى عند الليتوانيين. صرخ الليتوانيون باسمه في المعركة. قد يكون مجرد صفة للإله الأعلى ديفاس - Dievas.
- بيركوناس: هو اسم إله الرعد في الديانات البلطيقية القديمة، وكان يحتل المرتبة الثانية في الأهمية بعد ديفاس.[5][6]
- فيلنيس: - إله العالم السفلي، المتعلق بعبادة الموتى.
- زيمينا: (من الليتوانية: žemė - الأرض) هي إلهة الأرض. وعادة ما تعتبر الإلهة الأم وأحد الآلهة الليتوانية. زيمينا تجسد الأرض الخصبة وتغذي كل الحياة على الأرض والبشر والنبات والحيوان.
- زفرين: هي إلهة الصيد وحيوانات الغابة.
- زيميباتيس: (من الليتوانية: žemė - الأرض) - إله الأرض والحصاد والملكية والمنزل.
- زفايجزديكيس: - النجمة، إله النجوم، إله الضوء القوي، الذي وفر الضوء للمحاصيل والعشب والحيوانات.
- جابيجا: (المعروفة أيضًا باسم غابيتا) هي روح أو إلهة النار. هي حامي مدفأة المنزل والأسرة. اسمها مشتق من (من الليتوانية: gaubti - التغطية، الحماية).[7]
- ليما: (من الليتوانية: lemti - التدمير) - هي إلهة القدر المعطي.
- بانجابوستي: (من الليتوانية: بانجا - موجة وليتوانية: بوستي - التفجير) - إله البحر والرياح والأمواج والعواصف. كان يعبد من قبل الصيادين والبحارة.
- تيليافيليس/ كاليفيس - إله الحدادة. حرر (الشمس) من الظلام باستخدام مطرقته الحديدية. في القصص الخيالية الليتوانية التي تم تسجيلها بعد ذلك بكثير، هناك معارضة متكررة جدًا لكالفس (سميث) وفيلناس (الشيطان).
- أسبيليني: كانت أسبيليني في ليتوانيا قبل المسيحية تكرم باعتبارها ربة المنزل والموقد. وتتخذ شكل أفعى صديقة.[8]

## أسطورة الخلق
يمكن التمييز، بوضوح، أسطورة الخلق الليتوانية في عدد من المصادر الفولكلورية ويلخصها العلماء الليتوانيون فيتوتاس ستراسيس وليبرتاس كليمكا على النحو التالي:
تتميز جميع الأساطير الليتوانية تقريبًا بإلهين، الإله الأعلى ومساعده، الإله الأصغر، في بعض الأساطير يسمى «الأخ» أو أخاه، في البعض الآخر، فيلنيس (شيطان). يبدو أن الماء هو العنصر الأول الذي تم عزله من الفوضى وتشكلت البحيرات. وبأوامر من الإله الأعلى، غاص الإله الأصغر عدة مرات إلى قاع البحيرة وأخرج إلى السطح البذور التي نمت منها الأرض.